# Motion & Moment
『Motion & Moment』（モーション・アンド・モーメント）は、障子久美2作目のアルバム。1990年11月21日にInvitationから発売。2020年9月2日にはMEG-CDから再発売、同年10月14日に配信でも発売。

## 収録曲
特記以外作詞・全作曲：障子久美
作詞：障子久美・鮎川恵（3）／鮎川恵（7）
編曲：ジェリー・ヘイ（1,4,9,10）松任谷正隆（6,7）佐藤博（3,5,8）新川博（2）
1. TRUTH
2. 最終便
3. 砂埃のポストカード
4. DEAR ONE
5. わかっているわ
6. どこかであなたを
7. 最後の横顔
8. SEASIDE WALK
9. I CAN'T SLEEP ～because of you～
10. あなただけが